# No Strings Attached (musikalbum)
För andra betydelser, se No Strings Attached.
No Strings Attached är ett musikalbum av det amerikanska pojkbandet 'NSYNC, släppt den 21 mars 2000. Det är deras tredje studioalbum och markerade en stor milstolpe både kommersiellt och musikaliskt. Viktiga låtar som finns med och märks på albumet, är "Bye Bye Bye", "It's Gonna Be Me" och "This I Promise You".
Albumet sålde 2,4 miljoner exemplar första veckan i USA, vilket var ett rekord på den tiden (och ett av de mest sålda debutveckorna någonsin). Albumtiteln syftar på deras frigörelse från deras tidigare management och skivbolag (Lou Pearlman och RCA), därav "inga strängar fästa".

## Spårlista
1. "Bye Bye Bye" (skriven av Kristian Lundin, Jake Schulze och Andreas Carlsson) – 3:20
2. "It's Gonna Be Me" (skriven av Max Martin, Rami Yacoub och Andreas Carlsson) – 3:12
3. "Space Cowboy (Yippie-Yi-Yay)" (med Lisa "Left Eye" Lopes) (skriven av J.C. Chasez, Alex Greggs, Bradley Daymond, Lisa Lopes och Inga Willis) – 	4:23
4. "Just Got Paid" (cover av Johnny Kemps låt från 1988) (skriven av Teddy Riley, Gene Griffin, Aaron Hall och Johnny Kemp) – 4:10
5. "It Makes Me Ill" (skriven av Kevin Briggs och Kandi) – 3:27
6. "This I Promise You" (skriven av Richard Marx) – 4:44
7. "No Strings Attached" (skriven av J.C. Chasez, Alex Greggs och Bradley Daymond) – 3:50
8. "Digital Get Down" (skriven av J.C. Chasez och David Nicoll) – 4:23
9. "Bringin' da Noise" (skriven av J.C. Chasez och Veit Renn) – 3:32
10. "That's When I'll Stop Loving You" (skriven av Diane Warren) – 4:51
11. "I'll Be Good for You" (skriven av Justin Timberlake, Kevin "K-Toonz" Antunes, Theodore Pendergrass, Reginald Calloway och Vincent Calloway) – 3:56
12. "I Thought She Knew" (skriven av Robin Wiley) – 3:22
13. "If I'm Not the One" (skriven av Fredrik Thomander och Anders Wikström) – 3:21
14. "I'll Never Stop" (skriven av Kristian Lundin och Alexander Kronlund) – 3:26
15. "If Only in Heaven's Eyes" (skriven av Kenneth "Babyface" Edmonds – 4:37
16. "Bye Bye Bye" (Teddy Riley Club Mix) (skriven av Kristian Lundin, Jake Schulze och Andreas Carlsson) – 5:30